# Stazione di Riale
La stazione di Riale è una fermata ferroviaria posta sulla linea Casalecchio-Vignola gestita dalle Ferrovie Emilia Romagna. Serve la località di Riale, frazione del comune di Zola Predosa.

## Storia
La fermata di Riale venne attivata contemporaneamente alla linea, il 28 ottobre 1938.
Dopo la soppressione del trasporto passeggeri sulla linea, nel 1967, seguita dalla fine del trasporto merci nel 1995, la fermata venne riattivata il 15 settembre 2003.

## Movimento
Il servizio passeggeri è costituito dai treni della linea S2A (Bologna Centrale - Vignola) del servizio ferroviario metropolitano di Bologna, cadenzati a frequenza oraria con rinforzi semiorari nelle ore di punta.
I treni sono effettuati da Trenitalia Tper nell'ambito del contratto di servizio stipulato con la regione Emilia-Romagna.
A novembre 2019, la stazione risultava frequentata da un traffico giornaliero medio di circa 255 persone (127 saliti + 128 discesi).